# ミラノの5日間
ミラノの5日間（イタリア語：Cinque giornate di Milano）は、ミラノで起こったオーストリア支配に対する反乱である。第1次イタリア独立戦争（→イタリア統一運動）の主要因となった。

## 概要
1848年革命の影響を受け、オーストリア帝国宰相メッテルニヒが失脚すると、帝国の構成国ロンバルド＝ヴェネト王国の一部であったミラノは3月18日にヨーゼフ・ラデツキー率いるオーストリア軍に対して蜂起した。
事の発端は些細なものであった。タバコと砂糖の増税に対してミラノ市民はタバコをボイコットしていた。ところがあるオーストリア軍兵士がミラノ市民の顔めがけてタバコを投げて挑発し、怒って彼からタバコを奪って投げ捨て逃走しようとした市民を、他のオーストリア人が妨害したのがきっかけだった。
反乱は瞬く間に広がってオーストリア軍は撤退し、カルロ・カッターネオの精神を受け継ぎ、ミラノ市長であったガブリオ・カザーティを首班とするロンバルディア臨時政府が成立した。しかし、7月25日にクストーザの戦いでオーストリアがサルデーニャに勝利すると8月5日にミラノは陥落、臨時政府は解散させられ、オーストリアに再併合された。